# Вандомская площадь (фильм)
«Вандомская площадь» (фр. Place Vendôme) — французская криминальная драма 1998 года режиссёра Николь Гарсии. Картина была представлена на премию «Сезар» в 12-ти номинациях, но не получила ни одной награды, также фильм выдвигался на «Золотого льва» — главный приз Венецианского кинофестиваля (1998), а исполнительница главной роли, Катрин Денёв, получила Кубок Вольпи за лучшую женскую роль.

## Сюжет
Обременённый долгами и уличённый в скупке краденого Венсан Маливер (Бернард Фрессон), хозяин престижной ювелирной фирмы на Вандомской площади Парижа, совершает самоубийство. Марианна (Катрин Денёв), его вдова, успешная и красивая женщина, провела последние годы в специализированной клинике для больных алкоголизмом. Она серьёзно подавлена произошедшим и только неожиданная находка — семь восхитительных алмазов, припрятанных её супругом — дает ей шанс вновь обрести вкус к жизни… При попытке продать их она снова сталкивается с Баттистелли (Жак Дютрон), человеком с сомнительной репутацией и её бывшим любовником, который обрёк её на губительный брак с нелюбимым человеком.

## В ролях
- Катрин Денёв — Марианна Маливер
- Жан-Пьер Бакри — Жан-Пьер
- Эммануэль Сенье — Натали
- Жак Дютрон — Баттистелли
- Бернард Фрессон — Венсан Маливер
- Франсуа Берлеан — Эрик Маливер
- Драган Николич — Янос
- Larry Lamb — Кристофер Мако
- Otto Tausig — Сами
- Малик Зиди — сын Сами

## Награды и номинации
Венецианский кинофестиваль-1998
- Кубок Вольпи за лучшую женскую роль — Катрин Денёв (награда)
- Участие в основном конкурсе, выдвижение на «Золотого льва» за лучший фильм — Николь Гарсиа

«Сезар»-1999 (12 номинаций, ни одной награды)
- Лучший фильм (Николь Гарсиа)
- Лучшая режиссура (Николь Гарсиа)
- Лучшая актриса (Катрин Денёв)
- Лучший актёр второго плана (Жак Дютрон)
- Лучший актёр второго плана (Бернард Фрессон)
- Лучшая актриса второго плана (Эммануэль Сенье)
- за лучший оригинальный или адаптированный сценарий (Жак Фьески, Николь Гарсиа)
- Лучшая операторская работа (Лоран Дайян)
- Лучший монтаж (Люк Барнье и Франсуаза Бонно)
- Лучшие костюмы (Натали дю Роскот и Элизабет Тавернье)
- Лучшие декорации (Тьерри Фламан)
- Лучший звук (Жан-Пьер Дюре и Доминик Эннекен)